# 폭소문제
폭소문제(爆笑問題 바쿠쇼몬다이[*])는 오오타 히카리와 타나카 유지로 구성된 일본의 코미디 듀오이다. 소속사는 타이탄이며, 보통 줄여서 '폭소' 또는 '문제' 등으로 불린다. 니혼 대학 예술학부 재학 중 알게 되었으며, 중퇴 후 1988년 결성되어 활동을 시작했다.

## 출연 방송
- 선데이 재팬